# Okoř (hrad)
Okoř je zřícenina hradu na okraji stejnojmenné vesnice v okrese Praha-západ ve Středočeském kraji, asi patnáct kilometrů severozápadně od Prahy. Od roku 1965 je chráněna jako kulturní památka.
Hrad byl postaven ve druhé polovině třináctého století. Jeho zakladatelem byl nejspíše některý z významných představitelů církve, ale od poloviny čtrnáctého století Okoř sloužila jako sídlo bohatých pražských měšťanů a méně významných šlechtických rodů. Ve druhé polovině patnáctého století hrad získali páni z Donína a po nich Bořitové z Martinic, kteří nevyužívaný hrad v polovině sedmnáctého století přenechali jezuitům. Ti Okoř barokně upravili pro potřeby řádu a využívali ji jako letní sídlo. Po zrušení řádu se hrad stal snadno dostupným zdrojem stavebního materiálu a rychle se proměnil ve zříceninu.
Okoř stojí na skále v údolí Zákolanského potoka v nadmořské výšce okolo 275 metrů. Dochovaná podoba hradního jádra je výsledkem velkorysé přestavby ve čtrnáctém století, která z Okoře učinila jeden z nejnáročněji provedených šlechtických hradů v Čechách. Rozvoj palných zbraní si v patnáctém století vynutil výstavbu vnějšího opevnění vybaveného dvojicí polookrouhlých dělostřeleckých bašt. V hradním jádře proběhly stavební úpravy až během renesance. Pozdější stavební práce měly spíše údržbový charakter a většina jich po opuštění hradu zanikla.

## Historie
Podle archeologického výzkumu byl hrad založen ve druhé polovině 13. století. Vzhledem k existenci náročně provedené kaple lze předpokládat, že zakladatelem byl panovník nebo pravděpodobněji vysoce postavený představitel církve. František Holec označil Okoř za rozlehlé, ale přesto málo významné sídlo bez větší vojenské hodnoty nebo hospodářského zázemí. To zpočátku tvořily relativně vzdálené vsi Čelákovice, Buštěves a Třebotov. Naproti tomu Tomáš Durdík vyzdvihl neobvyklou podobu první stavební fáze ze šedesátých až sedmdesátých let třináctého století a především přestavbu ze čtrnáctého století, po které Okoř získala podobu jednoho z nejnáročněji provedených šlechtických hradů v Čechách a zařadila se mezi hrady blokového typu. Za poměrně kvalitní považoval i pozdně gotické vnější opevnění.
První písemná zmínka o Okoři pochází z roku 1359, kdy hrad vlastnil staroměstský patricij František Rokycanský, který tehdy koupil plat v Holešovicích. V předcházejících letech prodal většinu svého městského majetku a od roku 1360 důsledně používal přídomek z Okoře. Ještě před tím byl hrad výrazně goticky přestavěn. Správu hradu zajišťoval purkrabí, kterým byl v letech 1377–1380 Jindřich Zubák. Františkovi synové se oba jmenovali Jan. Okoř s Buštěvsí zdědil Jan starší z Okoře, ale vesnici brzy prodal. Roku 1391 prodal i samotný hrad, ale kupec není znám.

### Patnácté století
V roce 1414 se Okoř nacházela v majetku Mikuláše z Prahy, který v letech 1403–1404 zastával úřad podkomořího. V letech 1411–1412 vlastnil Egerberk. Okoř koupil až po jeho prodeji v roce 1412 nebo 1413. Roku 1414 koupil také Svádov a v následujícím roce prodal ves Středokluky. Když v roce 1416 zemřel, dostal Okoř Jindřich Lefl z Lažan se svým synem Janem Bechyňkou, kteří hrad ještě téhož roku prodali pražskému lékárníkovi Ludvíkovi.

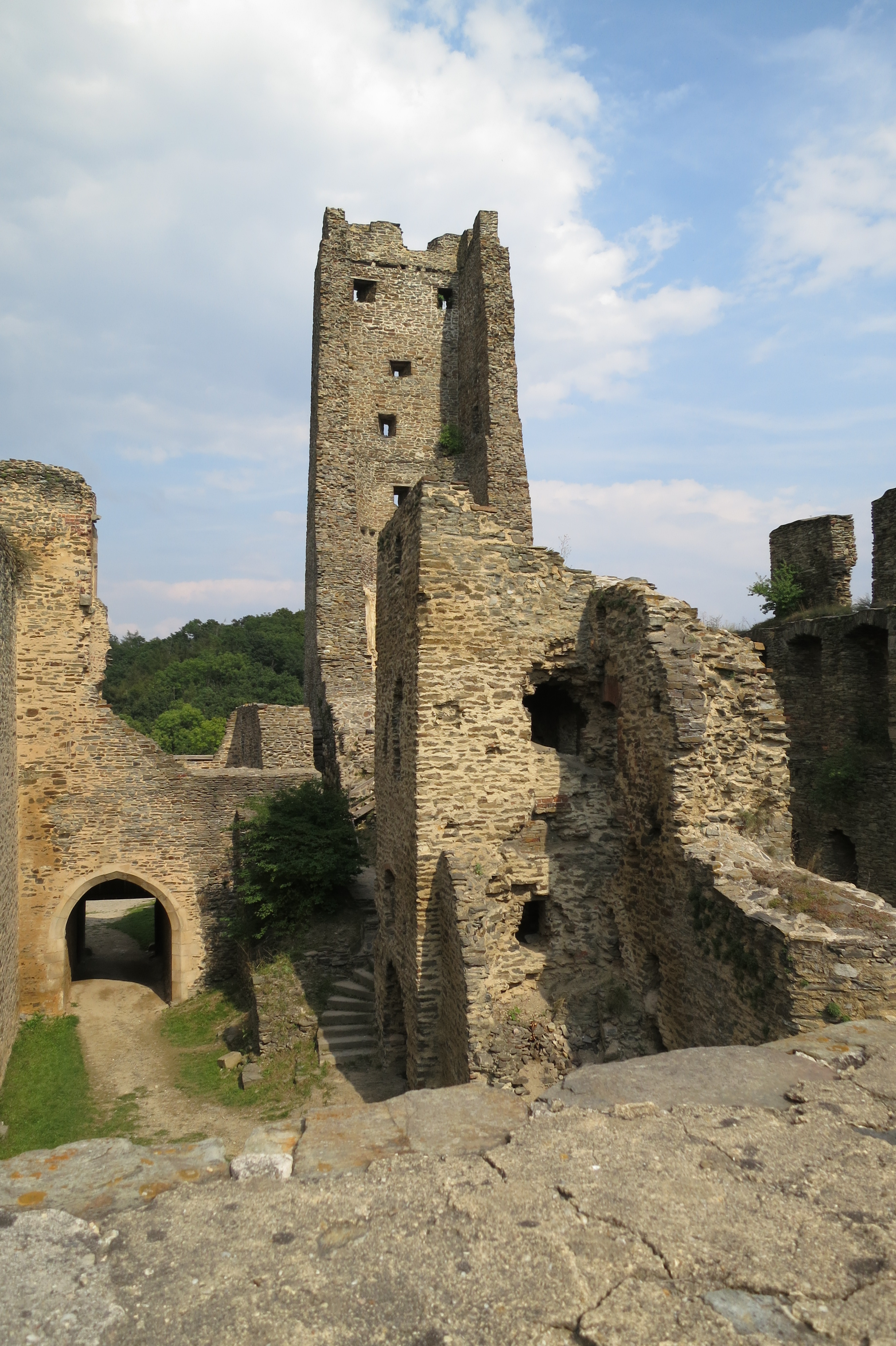
Hradní jádro ze západního paláce

Během husitských válek stál Ludvík na katolické straně, a proto Okoř na jaře roku 1421 dobylo husitské vojsko. Pražané potom jmenovali okořským hejtmanem Václava Cardu z Petrovic, který se nazýval okořským pánem až do konce husitských válek. Po Václavu Cardovi se hrad vrátil Janovi, synovi lékárníka Ludvíka. Jan se oženil s Dorotou, s níž měli dcery Elišku a Voršilu. Po Janově smrti před rokem 1445 se Dorota znovu provdala za Bořivoje mladšího z Lochovic, kterému i s dcerami přenechaly veškerá svá práva výměnou za úrok ve výši dvaceti kop grošů z Okoře.
Bořivoj z Lochovic začal od roku 1453 používat složený přídomek z Lochovic a z Okoře. Koupil vsi Klínec a Líšnici, ale než se ujal úplné správy hradu, musel urovnat soudní spor s pražským měšťanem Petrem Rohovcem a synem místopísaře Maříka Kačera, kteří měli k Okoři nějaké práva. Když Bořivoj zemřel, stal se jeho majetek odúmrtí, která připadla Bohuslavovi v Košíně. Ovšem roku 1460 byla odúmrť provolána znovu a majetek dostal Bohuslavův syn Baltazar. V obou případech byl proti Bořivoj z Donína, kterému Bořivoj z Lochovic hrad odkázal. Nejspíše díky majetkovým sporům se hrad na krátký čas dostal do držení Čeňka z Klinštejna a své nároky prosazovali také Lobkovicové, kteří kdysi lékárníku Ludvíkovi půjčili 300 kop grošů. Nakonec ale Bořivoj z Donína Okoř získal a spravoval z ní městečka Strašecí, Unhošť a několik vesnic.

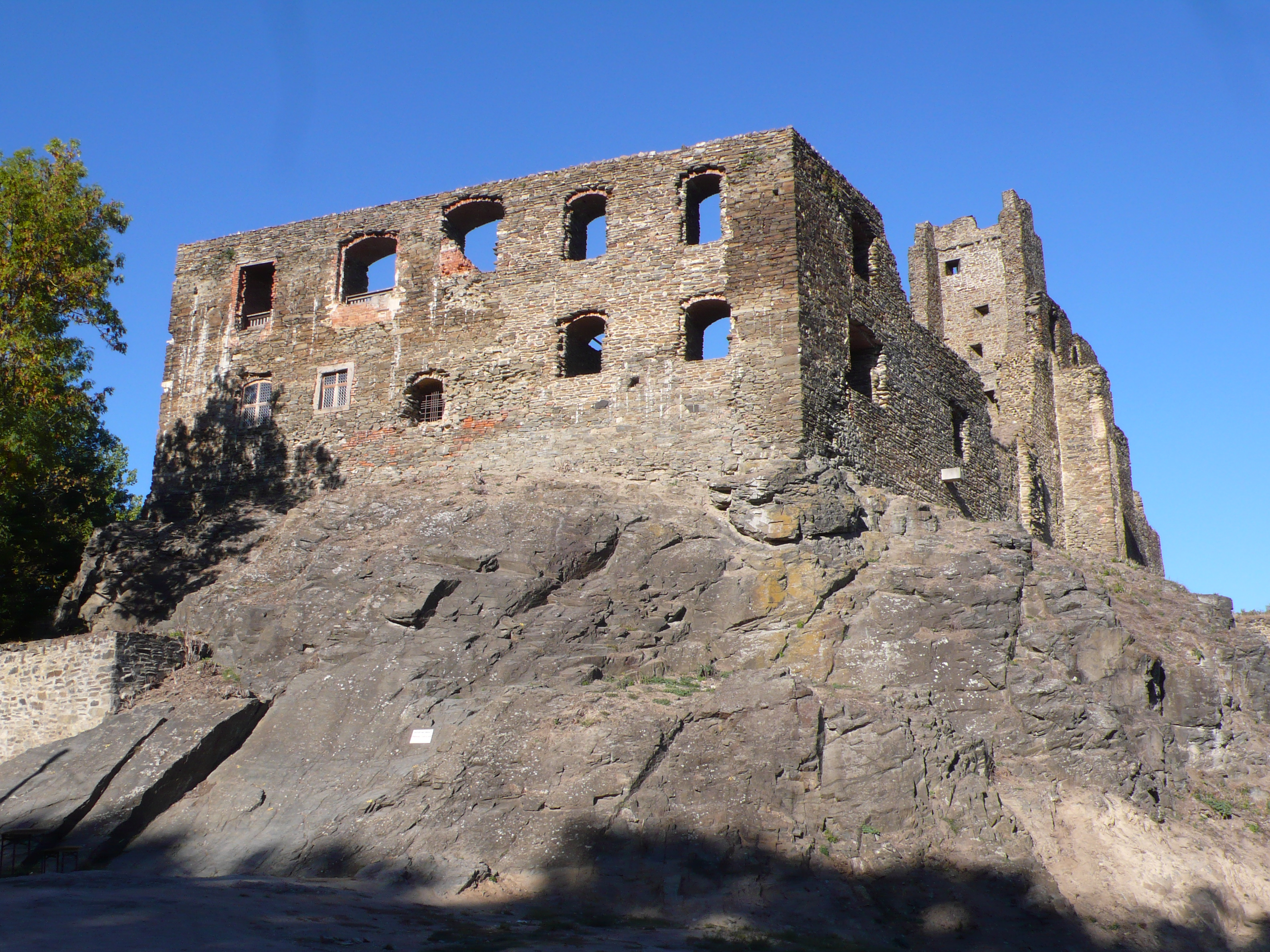
Vnější strana západního paláce

Bořivojova dcera Barbora se provdala z donínského purkrabího Bedřicha. Oba zemřeli před Bořivojem, který proto roku 1462 všechna svá práva k Okoři odkázal vnukům Ješkovi a Bořivojovi. V roce 1470 ale závěť změnil ve prospěch dětí své druhé manželky Zdeny z Klinštejna, přičemž Ješek s Bořivojem měli dědit jen v případě smrti těchto dětí. K hradnímu panství tehdy patřil poplužní dvůr s krčmou a vsi Číčovice, Kněževes, Všeradice, Lochovice, Korno, Liteň, Měňany a další statky. Poručníky dětí se staly Zdena z Klinštejna a královna Johana. Po Bořivojově smrti pak Okoř dostal jeho stejnojmenný vnuk. Za něj byla dokončena rozsáhlá pozdně gotická přestavba hradu.

### Šestnácté století

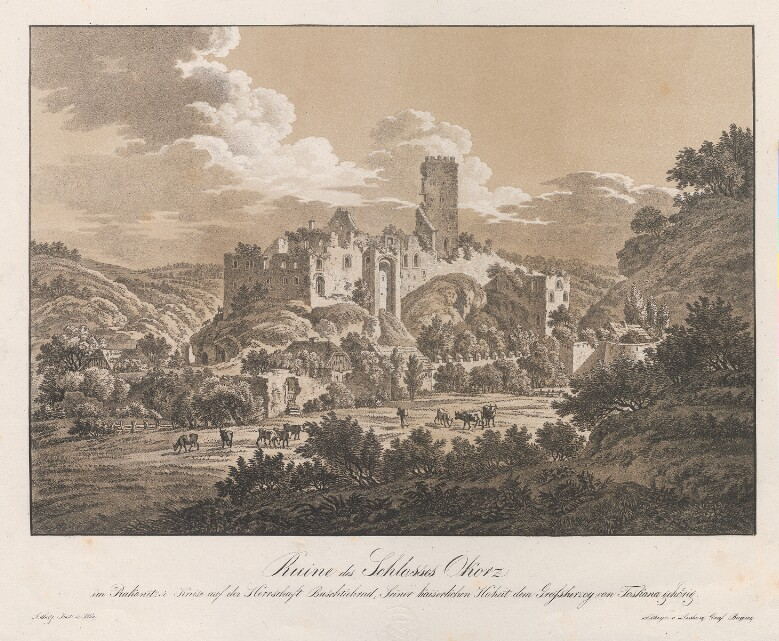
Okoř, grafika Ludvíka Arnošta Buquoye, 1830

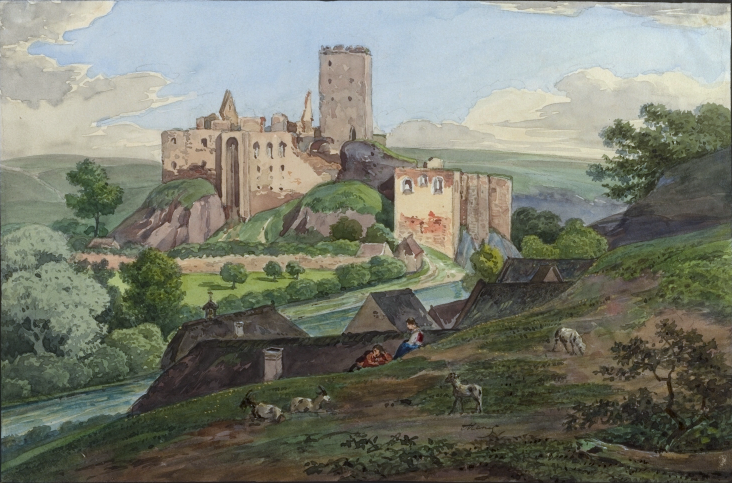
Antonín Mánes, Okoř, pohled od jihu, 1834

Bořivoj z Donína se oženil s Johankou z Veitmile a jejich syn Jan roku 1518 hrad prodal Hynku Bořitovi z Martinic. Ten neměl vlastní děti, a proto panství roku 1523 odkázal svým strýcům Janovi, Jiřímu a Volfovi Bořitům z Martinic. Sám zemřel v roce 1527, kdy už žil jen Volf a Jiřího syn Jan. Ti se roku 1536 rozdělili o majetek, takže Volf Bořita z Martinic dostal Okoř s poplužím, mlýnem, pivovarem, mlýny na slánském předměstí a vsi Hobšovice, Tmaň, Skůry, Podlešín, Kladno, Dobrá, Pchery, Jemníky, Řisuty, Ratibořice, Vinařice.
Volf Bořita z Martinic se postupně oženil s Lidmilou z Kunštátu a Eliškou z Vartenberka. Za svého života se často soudil. Největší spor o 250 kop grošů, které slíbil vyplatit Petru Doupovcovi z Doupova po svatbě svého syna Jana s Kristýnou z Limberka, prohrál. Po Volfově smrti Okoř zdědil Jan mladší. Z jeho dětí se dospělosti dočkala jen Eliška Zajícová, která od něj dostala Telce. Ostatní majetek ovšem roku 1585 odkázal Anně Bořitové z Vartenberka. Jan mladší Bořita z Martinic zemřel 24. února 1590. Anna se ihned ujala správy majetku a provdala se za Kryštofa Leskovce z Leskovce. Brzy poté začala z Okoře odvážet listiny vztahující se k rodu Bořitů, proti čemuž protestoval v té době nejstarší člen rodu Jiří z Martinic. Obrátil se dokonce na císaře Rudolfa II., jehož kancelář vydala pokyn, aby listiny byly uloženy v císařské kanceláři. Anna zemřela nejspíše roku 1595 a po její smrti získal Okoř Jiří Bořita.
Popis hradu z té doby uvádí Okoř jako zámek „na skále vystavěný, pod cihlou přikrytý, a pokojů všelijakých drahně, v němž kaple vystavěna, pavlače a vížky též cihlou přikryté, pod nimi sklepy v skále vylámané, studnice hluboká, pod zámkem pekárna a jiná stavení, též maštale pro koně v jednom zavření. Okolo toho jsou bašty zdělány i překopa, slove val, kde se vodou nadržuje, kteráž voda na mlýn pod zámkem jde.“

### Po třicetileté válce
V první polovině sedmnáctého století byl hrad spravován ze Smečna a během třicetileté války byl i s přilehlou vesnicí proměněn ve zříceninu. Jaroslav Bořita z Martinic jej roku 1649 odkázal jezuitům od svatého Václava v Praze s podmínkou, že řád použije výnosy z panství ke vzdělání tří mladíků, které jmenuje vrchnost ze Smečna, aby se po dokončení studia mohli chopit duchovní správy na bořitovských statcích. Jezuité rozšířili okořské panství o několik vesnic a spravovali je z Tuchoměřic.
Samotný hrad jezuité od začátku sedmdesátých let sedmnáctého století opravovali, takže od posledního desetiletí sedmnáctého století mohl sloužit jako letní sídlo. V letech 1700–1712 byl postaven nový refektář, kuchyně a další provozní zázemí. Po zrušení řádu hrad připadl studijnímu fondu, začal chátrat a sloužit obyvatelům vesnice jako zdroj stavebního materiálu. Stržení střech a prodej dřeva i tesaných kamenů umožnil správce už v roce 1773. Chátrání pokračovalo až do roku 1921, kdy se zřícenina stala majetkem státu, který začal provádět nejnutnější opravy, aby padající kameny neohrožovaly okolní stavení a obyvatele vsi. Ve druhé polovině dvacátého století Okoř spravovalo Středočeské muzeum v Roztokách u Prahy.

## Stavební podoba
Ve třináctém století byla jádrem hradu polygonální věž postavená na nejvyšším místě skály. V jejím přízemí se nacházela náročně provedená kaple. Většina opevnění tvořeného hradbou zanikla při úpravách ve čtrnáctém století. Fragmenty zdi se dochovaly na jižní a východní straně velké věže, kde později plnily funkci parkánové hradby.

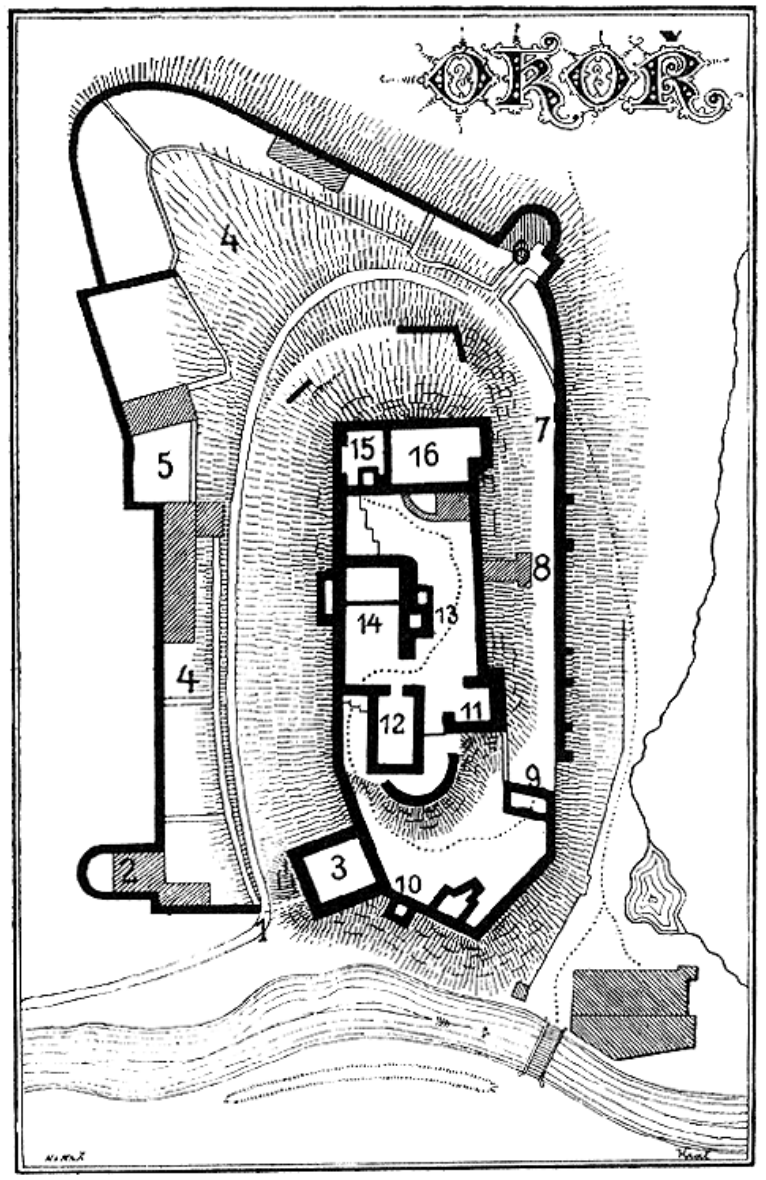
Půdorys hradu od Vojtěcha Krále z Dobré Vody publikovaný roku 1891

Ve čtrnáctém století měla Okoř dvoudílnou dispozici tvořenou předhradím na východě a hradním jádrem na celé ploše skalního útvaru. Většina staršího zdiva byla zbořena. Dominantou čela se stala čtverhranná obytná věž s rozměry 16 × 8,5 metru, která pohltila část původní kaple. Na západě se k věži připojoval rozměrný palác. V nádvorní věži paláce byly nalezeny stopy po teplovzdušném vytápění. Druhé palácové křídlo uzavírá západní stranu nádvoří. Původní brána vedla prostým portálem ve východní hradbě u paty velké věže, ale brzy ji nahradila výstavnější budova s průjezdem. Před bránou nebyl příkop, ale její účinnou obranu umožňovalo vysunutí donjonu před líc brány.
Přestavba pánů z Donína se zaměřila především na rozvoj obranného systému, kterým reagovala na rozšíření palných zbraní. Nejpozději při těchto úpravách hrad ze tří stran obklopil rybník. Nově vybudovaná hradba výrazně zvětšila areál hradu, jehož aktivní dělostřeleckou obranu umožnily dvě polookrouhlé bašty. Uvnitř bašty v sousedství zaniklé první brány bývala vestavěná srubová konstrukce. Nově vzniklé předhradí na západní straně bylo využito k rozšíření hospodářského provozu a vznikl v něm velký pivovar. Ve východním předhradí byla postavena studniční věž a obytné prostory hradu rozšířil tzv. refektář. V místech pivovaru stojí dům čp. 14, při jehož úpravách v roce 2002 byla značná část pozůstatků pivovaru zničena.
Západní palác byl přestavován také v průběhu šestnáctého a sedmnáctého století a ve druhé polovině dvacátého století byly na jeho zdech patrné fragmenty psaníčkového sgrafita. Renesančního původu jsou také sdružená okna nebo valené klenby místností. Barokní úpravy měly především údržbový charakter a téměř beze zbytku zanikly.

### Kaple

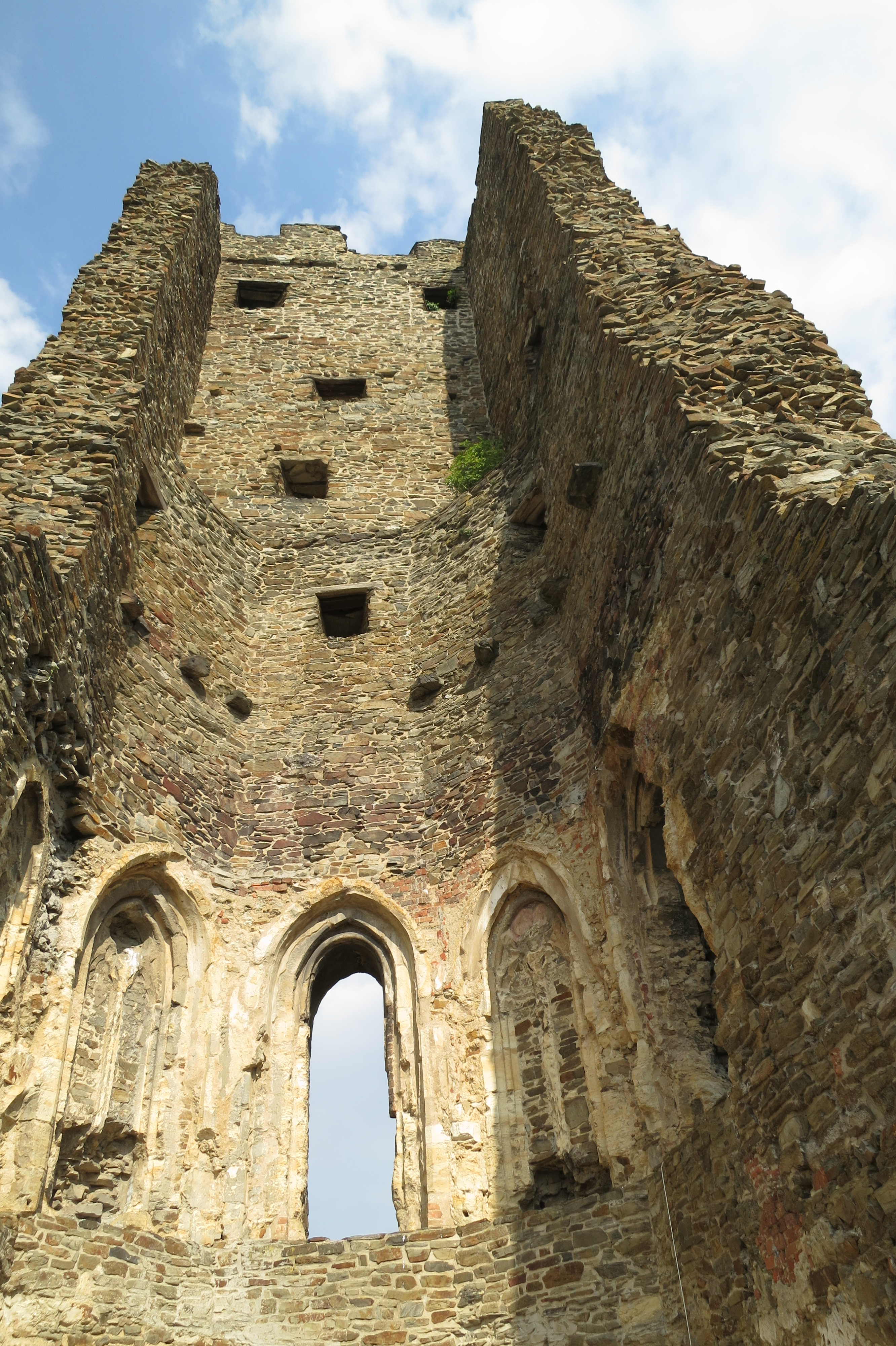
Interiér věže s kaplí

Kaple v třípodlažní věži ze třináctého století měla osmiboký půdorys a přibližně jeden metr silné zdi. Věž se na pěti stranách dochovala až do výše koruny zdiva, ale její zdi byly ve čtrnáctém století zesíleny o jeden až 1,3 metru. Dochovaný interiér měří 12 × 5,15 metru. Ve východní části ze zachovalo pět stran s délkou okolo 2,2 metru, která prolamovala dvouosá okna zakončená hrotitou jeptiškou a trojlistými kružbami. Pouze severní okno mělo kružbu čtyřlistou. Při rozšíření věže byla okna s výjimkou východní a jižní strany zazděna. Svými rozměry patří kaple na Okoři mezi největší hradní kaple a odpovídá velkým kaplím na královských hradech.
Nad kaplí se nacházela dvě plochostropá podlaží. První z nich mělo strop nesený kamennými krakorci a v dochované části je neprolamuje žádný okenní otvor. Místnost ve druhém patře byla osvětlena malými obdélnými okny s dřevěnými překlady. Dendrochronologicky byl z překladu získán rok smýcení stromu 1311 či 1312, z čehož plyne, že okna pochází ze začátku čtrnáctého století, zatímco podoba oken v kapli odpovídá třináctému století. Je tedy možné, že na okna v kapli byla použita dovezená ostění z jiné starší stavby, nebo byla horní patra věže postavena dodatečně. Tomu však ve zdivu nenasvědčují žádné stopy.

### Předsunuté opevnění
Na návrší východně od hradu se dochovaly terénní stopy opevněného objektu, který Dobroslava Menclová popsala jako obléhací postavení. Podle Tomáše Durdíka však objekt sloužil jako předsunutá bašta, protože jeho mohutné opevnění je obráceno směrem k přilehlé planině a ve směru ke hradu fortifikace chybí. Opevnění má oválný půdorys vymezený příkopem a vnějším valem. Další val lemuje vnitřní okraj příkopu.
| Rok  | Počet návštěvníků |
| ---- | ----------------- |
| 2015 | 16 243            |
| 2016 | 19 573            |
| 2017 | 19 366            |

## Ve filmu
- Kouzelný měšec (1996, režie Václav Vorlíček)